# Mimocacia ferruginea
Mimocacia ferruginea är en skalbaggsart som beskrevs av Stefan von Breuning 1937. Mimocacia ferruginea ingår i släktet Mimocacia och familjen långhorningar. Inga underarter finns listade i Catalogue of Life.